# John Boyle (15e comte de Cork)
Pour les articles homonymes, voir John Boyle (homonymie) et Boyle.
John Richard Boyle, 15e comte de Cork et 15e comte d'Orrery (né le 3 novembre 1945) est un pair héréditaire britannique et membre de la Chambre des lords, où il siège en tant que crossbencher. Boyle est officier de la Royal Navy avant d'hériter de ses titres en 2003.

## Carrière
Boyle entre dans la Royal Navy et est diplômé du Royal Naval College de Dartmouth. En 1976, en tant que lieutenant-commandant, il reçoit le commandement du HMS Sealion.
Boyle est vicomte Dungarvan comme Titre de courtoisie à partir de 1995 après que son père a hérité des comtés. Il hérite du titre de comte de Cork et d'Orrery après la mort de son père, John Boyle, 14e comte de Cork le 14 novembre 2003. Il est élu pour siéger à la Chambre des lords lors d'une élection partielle entre pairs héréditaires en juillet 2016, après que Lord Bridges a cessé d'être membre de la Chambre en raison de sa non-présence à la Chambre, une disposition qui a été créée à la suite de l'adoption de la House of Lords Reform Act 2014. Il bat Richard Gilbey (12e baron Vaux de Harrowden) par 15 voix contre 8 lors d'un vote des  pairs héréditaires crossbencher. Bien que ses titres irlandais proviennent de la pairie d'Irlande, ce qui ne le rend pas éligible, il détient également le titre de baron Boyle de Marston dans la pairie de Grande-Bretagne  qui lui permet de se présenter à l'élection partielle pour pairs héréditaires. À la Chambre des lords, il est désigné par ses titres irlandais de rang supérieur sous le nom de comte de Cork et d'Orrery, bien qu'il ait été élu via sa baronnie.

## Vie privée
Le comte de Cork et Orrery fait ses études à Harrow School. Il est marié à Rebecca Juliet Noble, fille de Michael Noble, baron Glenkinglas. Ils ont trois enfants; filles Lady Cara Willoughby et Lady Davina Knight, et son fils Rory qui est actuellement titré vicomte Dungarvan.